# جمعه سیزدهم (فیلم ۱۹۸۰)
جمعه سیزدهم (به انگلیسی: Friday the 13th) فیلمی در ژانر ترسناک اسلشر به کارگردانی شان اس. کانینگهام با بازی بتسی پالمر محصول کشور بریتانیا است.